# Lathys immaculata
Lathys immaculata är en spindelart som först beskrevs av Chamberlin och Ivie 1944.  Lathys immaculata ingår i släktet Lathys och familjen kardarspindlar. Inga underarter finns listade i Catalogue of Life.